# Egyptisch pond
Het pond is de munteenheid van Egypte. Eén pond is 100 piaster. De Arabische naam is جنيه (dschunaih, in het Egyptisch-Arabisch als ginēh uitgesproken).
De volgende munten worden gebruikt: 50 piaster en 1 pond. Het papiergeld is beschikbaar in 1, 5, 10, 20, 50, 100 en 200 pond. Het opschrift is zowel in het Arabisch als in het Engels.

## Geschiedenis
Tussen 1885 en 1914 was het Egyptisch pond de factor gekoppeld aan het goud, waarbij een pond gelijk was aan 7,4375 gram puur goud. Bij het uitbreken van de Eerste Wereldoorlog werd de waarde van het pond gekoppeld aan het Britse pond sterling, de vaste wisselkoers was gefixeerd op 1 pond sterling en zes pence voor één Egyptisch pond. Deze koppeling bleef in stand tot 1962, toen werd het pond enigszins gedevalueerd en ging het land over op een koppeling aan de Amerikaanse dollar. Vanaf 1989 werd het pond verhandelbaar op markten al beïnvloedde de Centrale Bank van Egypte de koersontwikkeling.
Tot november 2016 hanteerde Egypte een vaste wisselkoers. Het land verkeerde in economische moeilijkheden en de inflatie liep hoog op. Het pond raakte overgewaardeerd waardoor de export onder druk kwam te staan en de importen verder opliepen. Begin november werd de vaste wisselkoers losgelaten en ging het land over op een zwevende wisselkoers. Met deze maatregelen wil de regering de economie verbeteren en komt het in aanmerking voor een steunkrediet van het Internationaal Monetair Fonds (IMF). Direct na het bekendmaken van de maatregel halveerde de koers van het pond ten opzichte van de euro, van ongeveer 10 pond per euro naar 20 pond.
Tussen november 2022 en januari 2023 volgden verdere devaluaties met als uitkomst een wisselkoers van 33 pond ten opzichte van de euro. Op de zwarte markt druk de koers rond de 72 pond per euro op 26 januari 2024. Op 6 maart 2024 besloot de centrale bank de vaste wisselkoers los te laten en de munt te laten zweven. Die ingreep moet het grote verschil tussen de officiële wisselkoers en die op de zwarte markt elimineren. Verder werd de rente fors verhoogd om de inflatie terug te dringen. Deze ingrepen waren nodig om financiële steun van het IMF te verkrijgen. Door het besluit daalde de officiële wisselmarkt van het Egyptische pond met zo'n 40%, kort na de bekendmaking was de koers van 50 pond per dollar en vlak ervoor was dit nog 31 pond.